# Olof Åkerlund
Olof Åkerlund, född 5 maj 1978 i Karlskrona, är en svensk kulturjournalist och radioproducent.
Han har bland annat arbetat på Sydsvenska Dagbladets kulturredaktion. Sedan 2017 producerar han OBS, Sveriges Radios program för kulturessäer, och medverkar som kritiker i P1:s kulturprogram samt i Filosofiska rummet.
Han är även publicerad i bland annat Lyrikvännen, tidskriften Aiolos och De nios litterära kalender samt Karavan Puls: Wien (om Sigmund Freud). Han har också kallats “en av norra Europas största Twin Peaks-experter”.
Åkerlund tilldelades Aftonbladets kulturjournalistpris, Axel Liffnerstipendiet, för 2020 med följande motivering: ”En kunnig och engagerad producent är en alkemist som förvandlar det dunkelt tänkta och slarvigt sagda till renaste publicerbara guld. I skymundan och utan byline kämpar hen med idéerna, uttrycken och formuleringarna. ’Obs’ har under Olof Åkerlunds tid förvaltat sitt arv som en offentlig frizon för den självständiga, prövande tanken, och därigenom blivit en omistlig kunskapskälla för en mängd radiolyssnare."